# Luci Valeri Potit (cònsol 483 i 470 aC)
Luci Valeri Potit (llatí: Lucius Valerius Potitus Publicola) va ser un magistrat romà. És considerat el fundador de la família dels Valeri Potit i estava emparentat amb Publi Valeri Publícola, del que era germà o nebot. Dionís d'Halicarnàs diu germà, però també diu que era fill de Marc, mentre el pare de Publícola va ser Volús. Probablement doncs era fill de Marc Valeri Volús Màxim, cònsol l'any 505 aC i, per tant, probablement era nebot de Publícola.
Va ser elegit qüestor l'any 485 aC i cònsol el 483 aC (amb Marc Fabi Vibulà) i el 470 aC (amb Tiberi Emili Mamerc). Aquest darrer any va fer la guerra als eques, però no va poder atacar el seu campament per una indicació religiosa.